# 尼古拉·約基奇
尼古拉·約基奇（羅馬化：Nikola Jokić，1995年2月19日—）為塞爾維亞男子籃球運動員，因名字相似及變幻莫測的傳球技巧及組織能力而綽號「小丑」（Joker） 。目前效力於NBA丹佛金塊，場上位置為中鋒。他在2014年NBA選秀大會中於第二輪第四十一順位為丹佛金塊選中。2020-21賽季贏得生涯首座例行賽MVP，成為聯盟史上第一位拿MVP的二輪選秀球員，同時也是聯盟史上最低順位的年度MVP；隔年賽季再收下生涯第二座例行賽MVP獎項，完成MVP二連霸。
2022-23賽季，他帶領金塊隊取得隊史第一次NBA總冠軍，以總決賽系列平均30.2分14籃板7.2助攻1.4抄截獲得了首座NBA總決賽MVP，也是聯盟史上最低順位的總決賽MVP，但比起NBA總冠軍。整個季後賽20場比賽，約基奇做出十次三雙，超越了1967年張伯倫單季最多7場紀錄；累積得到600分，269個籃板及190次助攻數，三項數據均名列季後賽第一，為NBA史上首次出現。

## 職業生涯

### 丹佛金塊（2015–至今）

#### 2015-16賽季
在 2014 年的選秀大會上，由於約基奇在家中睡覺，未有出席選秀大會。約基奇於被選中時，電視畫面正在播是 Taco Bell 的廣告，因此畫面只用一行小字帶出：「第二輪總第 41 順位，金塊選擇來自塞爾維亞的大前鋒 Nikola Jokic 」。2015年夏天，约基奇在被选中后的一个赛季正式加盟丹佛金塊。
在賽季結束時，他在2016年NBA年度最佳新秀獎投票中獲得第三名，並獲得NBA最佳新秀陣容第一隊的榮譽。

#### 2016-17賽季
2016年10月29日，約基奇在延長賽115-113輸給波特蘭拓荒者的比賽中得到23分和職業生涯最高的17個籃板。
他的六次大三元在本賽季排名第四，僅次於拉塞爾·威斯布魯克（42次）、詹姆斯·哈登（22次）和勒布朗·詹姆斯（13次）。

#### 2017-18賽季
2017年11月7日，約基奇在112-104戰勝布魯克林籃網的比賽中得到職業生涯最高的41分。11月13日，他因11月6日星期一至11月12日星期日的比賽被評為西部聯盟本周最佳球員。他成為球隊歷史上第17位獲得本周最佳球員榮譽的金塊球員，也是自2013年3月的泰·勞森以來的第一位。
他在2018年4月2日星期一至4月8日星期日的比賽中被評為西部聯盟本周最佳球員，從而獲得了他本賽季的第二次本周最佳球員。

#### 2018-19賽季
2018年7月9日，約基奇與金塊隊簽下一份5年1.48億美元的頂薪續約合約。
2019年1月31日，他作為2019年NBA全明星賽的西區替補首次入選全明星賽，成為金塊隊自2011年卡梅隆·安東尼以來的首位全明星球員。賽季結束後，約基奇個人的首次被選為NBA最佳陣容第一隊的球員。
在季后賽首輪對陣聖安東尼奧馬刺隊的第一場比賽中，約基奇成為 NBA 歷史上第四位在季后賽處子秀就拿到三雙的球員，也是自 2006 年詹姆斯以來的第一位。他得到 10 分，14 分籃板和 14 次助攻。金塊在第 7 場比賽中以 100-96 輸給波特蘭拓荒者後被淘汰出季后賽。總共14場季后賽，他場均上場39.7分鐘，得到25.1分13.0籃板8.4助攻，投籃命中率/三分球命中率/罰球命中率分別為50.6%/39.3%/84.6%。

#### 2019-20賽季
2020年2月7日，約基奇連續第二次入選全明星賽，作為2020年NBA全明星賽的西區替補。
2020年9月15日，約基奇砍下16分、22個籃板和13次助攻的三雙，帶領丹佛隊在季後賽以104-89戰勝備受看好的洛杉磯快船的第七場比賽。約基奇加入添·鄧肯和凱文加內特成為唯一的球員聯盟歷史上在季后賽中打出20個籃板的三雙。然而、金塊在西部決賽的五場比賽中輸給了最終的NBA冠軍洛杉磯湖人。

#### 2020-21賽季
2021年2月18日，約基奇連續第三次入選全明星賽，首次作為2021年NBA全明星賽的西區先發，成為自2011年安東尼以來第一位在全明星賽先發的金塊球員，同時加入了亞歷克斯·英格利希和大衛·湯普森作為金塊隊唯一連續三屆入選全明星賽的球員。
2021年3月2日，約基奇在客場以128-97大勝密爾沃基雄鹿的比賽中拿下37分、10個籃板和11次助攻，獲得職業生涯第50次三雙，也是自張伯倫之後第二個做到這一點的中鋒。約基奇也成為職業生涯50次三雙次數第三快的球員，只有大衛·羅賓遜和張伯倫比他更快。儘管常規賽傷病纏身，約基奇還是帶領金塊以47勝25負的戰績成為西部聯盟的第三號种子。在每場比賽中上場和首發時，他在所有主要的先進指標上都領先聯盟，旨在衡量球員的價值，例如球員效率等級 (PER)、勝利貢獻值、進攻勝利貢獻值、正負值和替補球員價值 (VORP)。約基奇也成為聯盟兩雙王，全年獲得60次兩雙，同時在本賽季獲得三雙次數僅次於羅素·韋斯布祿，他有16次三雙。 他加入了大衛·羅賓遜和羅素·韋斯布祿，成為NBA歷史上唯一一位場均三雙的球員，整個賽季得到26+分、10+籃板和8+助攻，並正式成為有史以來第一位投籃命中率超過52%（投籃命中率為 56.6%）的球員。此外，約基奇成為NBA歷史上第三位在總得分（第 3 位）、籃板（第 5 位）和助攻（第 3 位）排名前五的球員。
2021年球季約基奇獲得NBA最有價值球員，是第一位二輪選秀的最有價值球員，也是NBA史上最低順位的最有價值球員，打破2005、2006年史蒂夫·奈許和2019、2020年的揚尼斯·安戴托昆波（皆為首輪第15順位）的紀錄。繼2000年俠客·歐尼爾之後，首位獲獎的中鋒球員。也成為第6位獲選最有價值球員的國際球員。

#### 2021-22賽季
本賽季約基奇以58.3%/33.7%/81.0%的投籃命中率在常規賽結束時場均得到27.1分、13.8個籃板和7.9次助攻，並帶領金塊以48-34的戰績獲得最後一個直接季后賽席位（排名第 6），儘管金塊第二和第三好的球員幾乎缺席了整個賽季，季約基成為NBA歷史上第一位單賽季場均得分超過25分、13個籃板和7次助攻的球員，也是第一個在得分、籃板、助攻、抄截，阻攻和投籃命中率上領先全隊的球員。他是本賽季NBA中唯一一位在場均得分、場均籃板和場均助攻方面排名前10的球員。他的先進指標非常出色，獲得了NBA 歷史上最高的單賽季球員效率評分為32.85。他還在勝利貢獻值、進攻勝利貢獻值、方框正負值、替補球員價值、總籃板、雙十 (66) 和大三元 (19)領先全聯盟。
2022年1月27日，約基奇連續第四次入選全明星賽，連續兩年先發，與英格利希一起成為唯一一位連續四次入選NBA全明星賽的金塊隊球員。
於2022年NBA季後賽中，金塊在首輪五場比賽中輸給當季總冠軍金州勇士，約基奇亦因賽季結束而提早暫時返回家鄉塞爾維亞。
2022年5月12日，約基奇擊敗選手喬爾·恩比德和安戴托昆波，成功連莊NBA最有價值球員。是繼安戴托昆波之後第二位不止一次獲得該獎項的歐洲球員，也是繼2017年的羅素·衛斯特布魯克後再度出現當賽季確認MVP時球隊未能晉級季後賽次輪，金塊因而需安排到當地將MVP獎盃交予約基奇。
5月24日，約基奇第三次入選NBA最佳陣容第一隊。他成為球隊歷史上第一位連續四個賽季獲得最佳陣容的球員，並在職業生涯中三次入選第一隊，超越金塊隊名人堂成員湯普森成為球隊歷史上最多的球員。

#### 2022-23賽季
於常規賽中，約基奇以29次三雙數領銜聯盟，成為唯一一位在單賽季投籃命中率至少達到60%的情況下場均至少得到20分、10個籃板和9次助攻的球員。在投籃命中率 (63.2%)、有效投籃命中率 (66%) 和真實投籃命中率 (70.1%) 方面處於賽季領先地位，同時在球員效率評分、勝利貢獻值、進攻勝利貢獻值、正負值、進攻框方面正負值，防守方位正負值，以及替補球員的價值均位居聯盟排行榜首位。
2023年1月26日，約基奇被選為2023年NBA全明星賽的西區先發球員，這代表著他連續第五次入選，並且連續第三次成為先發球員。
2022-23賽季，約基奇帶領丹佛金塊在季後賽西區決賽G4擊敗湖人，直落四場闖進總冠軍賽，也是隊史首次打入NBA總冠軍賽。西區決賽4場比賽約基奇場均轟下27.8分、14.5籃板11.8助攻大三元數據，投籃命中率51%、三分球命中率47% 、拿下西冠MVP。總決賽對戰邁阿密熱火、其中在G1便繳出27分、14籃板、10助攻的大三元成績，也是2002年贾森·基德後，21年來首位生涯第一次在總冠軍賽亮相就完成大三元的球員。在G2更是狂轟42分，但僅送出4個助攻，G3與隊友賈邁爾·莫瑞各自繳出大三元，其中約基奇更是得到32分、21籃板、10助攻的鬼神數據，為NBA總冠軍賽首次出現。總決賽4:1於金塊主場擊敗老八傳奇熱火，奪得NBA總冠軍、NBA總決賽MVP並幫助丹佛掘金獲得隊史第一個總冠軍。約基奇今年季後賽累積10場大三元，超越了1967年張伯倫單季最多7場紀錄。累積得到600分，269個籃板及190次助攻數，三項數據均名列季後賽第一，為NBA史上首次出現。
約基奇於NBA總決賽與曾於金塊試訓的2022年NBA選秀球員尼古拉·约维奇同場對決，繼2022年總冠軍勇士的内马尼亚·别利察後，連續兩年皆有塞爾維亞籃球員成為NBA總冠軍的其中一員。

#### 2023-24賽季
12月28日，約基奇在142-105戰勝曼菲斯灰熊的比賽中，投籃11投11中得到26分、14個籃板和10次助攻的大三元數據。他與威爾特·張伯倫一起成為NBA歷史上唯一一位在多場比賽中以100%投籃命中率（至少10次投籃出手數）獲得大三元的球員。
2024年5月8日，約基奇收下生涯第三座例行賽MVP獎項，他成为 NBA 历史上第九位至少三次获得该奖项的球员，而且他是在四个赛季中完成的。

#### 2024-25賽季
12月6日，約基奇繳出27分、20個籃板和11次助攻，為生涯第139次大三元，超越魔術強森，獨居史上第3，可惜球隊以114-126的比分敗給克里夫蘭騎士。
12月31日，約基奇繳出36分、22個籃板和11次助攻，羅素·衛斯特布魯克繳出16分、10個籃板和10次助攻，達成同場大三元紀錄，率領球隊以132-121擊敗猶他爵士。
1月11日，約基奇繳出35分、12個籃板和15次助攻，羅素·衛斯特布魯克繳出25分、11個籃板和10次助攻，本季第2次達成同場大三元，率領球隊以124-105擊敗布魯克林籃網。
1月25日，約基奇僅花費709場比賽達成15000分、7500籃板和5000次助攻，打破賴瑞·柏德的799場紀錄，史上最快。
3月8日，約基奇在延長賽149-141戰勝鳳凰城太陽的比賽中，繳出31分、21個籃板和22次助攻的超級大三元成績單，繼威爾特·張伯倫、羅素·衛斯特布魯克後第3位達成雙大三元的球員，更是NBA史上達成30-20-20的第1人。
4月2日，約基奇繳出61分、10個籃板和10次助攻的成績打破由詹姆斯·哈登和盧卡·唐西奇共同保持的大三元最高得分紀錄(原紀錄為60分)；同時也是他本季第30次大三元，繼奧斯卡·羅伯森、威爾特·張伯倫、羅素·衛斯特布魯克後第4位達成單季30次大三元的球員，可惜在二度延長賽以139-140的比分惜敗給明尼蘇達灰狼。

本季繳出29.6分、12.7個籃板和10.2次助攻的成績，是繼奧斯卡·羅伯森和羅素·衛斯特布魯克後第3位達成場均大三元的球員，更是中鋒史上第1人；單季達成34次大三元為史上單季第4多，打破1967-68 NBA賽季由威爾特·張伯倫寫下31次大三元的中鋒紀錄。

## 國家隊生涯
2016年7月，約基奇入選塞爾維亞男籃國家隊出征里約奧運會的12人大名單。最終，約基奇幫助塞爾維亞男籃獲得銀牌。 
2019年9月，約基奇代表塞爾維亞國家隊參加了2019年男籃世界盃。
2022年6月15日，约基奇宣布他将时隔3年重返国家队，参加2023年国际篮联世界杯预选赛和2022年欧洲篮球锦标赛。

## 職業生涯數據

### NBA例行賽數據統計
| 賽季     | 球隊   | GP  | GS  | MPG  | FG%  | 3P%  | FT%  | RPG  | APG  | SPG | BPG | PPG  |
| -------- | ------ | --- | --- | ---- | ---- | ---- | ---- | ---- | ---- | --- | --- | ---- |
| 2015–16  | DEN    | 80  | 55  | 21.7 | .512 | .333 | .811 | 7.0  | 2.4  | 1.0 | .6  | 10.0 |
| 2016–17  | DEN    | 73  | 59  | 27.9 | .577 | .324 | .825 | 9.8  | 4.9  | .8  | .8  | 16.7 |
| 2017–18  | DEN    | 75  | 73  | 32.6 | .500 | .396 | .850 | 10.7 | 6.1  | 1.2 | .8  | 18.5 |
| 2018–19  | DEN    | 80  | 80  | 31.3 | .511 | .307 | .821 | 10.8 | 7.3  | 1.4 | .7  | 20.1 |
| 2019–20  | DEN    | 73  | 73* | 32.0 | .528 | .314 | .817 | 9.7  | 7.0  | 1.2 | .6  | 19.9 |
| 2020–21  | DEN    | 72* | 72* | 34.6 | .566 | .388 | .868 | 10.8 | 8.3  | 1.3 | .7  | 26.4 |
| 2021–22  | DEN    | 74  | 74  | 33.5 | .583 | .337 | .810 | 13.8 | 7.9  | 1.5 | .9  | 27.1 |
| 2022–23† | DEN    | 69  | 69  | 33.7 | .632 | .383 | .822 | 11.8 | 9.8  | 1.3 | .7  | 24.5 |
| 2023–24  | DEN    | 79  | 79  | 34.6 | .583 | .359 | .817 | 12.4 | 9.0  | 1.4 | .9  | 26.4 |
| 2024–25  | DEN    | 70  | 70  | 36.7 | .576 | .417 | .800 | 12.7 | 10.2 | 1.8 | .6  | 29.6 |
| 生涯     | 生涯   | 745 | 704 | 31.7 | .560 | .360 | .824 | 10.9 | 7.2  | 1.3 | .7  | 21.8 |
| 明星賽   | 明星賽 | 7   | 5   | 17.9 | .667 | .400 | —    | 5.9  | 4.9  | .9  | .1  | 6.9  |

### NBA季後賽數據統計
| 賽季  | 球隊 | GP | GS | MPG  | FG%  | 3P%  | FT%   | RPG   | APG | SPG | BPG | PPG  |
| ----- | ---- | -- | -- | ---- | ---- | ---- | ----- | ----- | --- | --- | --- | ---- |
| 2019  | DEN  | 14 | 14 | 39.8 | .506 | .393 | .846  | 13.0* | 8.4 | 1.1 | .9  | 25.1 |
| 2020  | DEN  | 19 | 19 | 36.5 | .519 | .429 | .835  | 9.8   | 5.7 | 1.1 | .8  | 24.4 |
| 2021  | DEN  | 10 | 10 | 34.5 | .509 | .377 | .836  | 11.6  | 5.0 | .6  | .9  | 29.8 |
| 2022  | DEN  | 5  | 5  | 34.2 | .575 | .278 | .848  | 13.2  | 5.8 | 1.6 | 1.0 | 31.0 |
| 2023† | DEN  | 20 | 20 | 39.4 | .548 | .461 | .799  | 13.5  | 9.5 | 1.1 | 1.0 | 30.0 |
| 2024  | DEN  | 12 | 12 | 40.2 | .545 | .264 | .90.1 | 13.4  | 8.7 | 1.4 | 0.7 | 28.7 |
| 2025  | DEN  | 14 | 14 | 40.2 | .489 | .380 | .772  | 12.7  | 8.0 | 2.0 | .9  | 26.2 |
| 生涯  | 生涯 | 80 | 80 | 38.0 | .531 | .390 | .837  | 12.3  | 7.5 | 1.1 | .9  | 27.7 |

### 其他聯賽數據統計
| 賽季    | 球隊 | GP | GS | MPG  | FG%  | 3P%  | FT%  | RPG  | APG | SPG | BPG | PPG  |
| ------- | ---- | -- | -- | ---- | ---- | ---- | ---- | ---- | --- | --- | --- | ---- |
| 2012–13 | Mega | 5  |    | 10.2 | 37.5 | 50.0 | 66.7 | 2.0  | 0.8 | 0.2 | 0.0 | 1.8  |
| 2013–14 | Mega | 13 |    | 24.2 | 56.0 | 46.5 | 62.5 | 6.0  | 3.3 | 1.0 | 0.5 | 10.9 |
| 2013–14 | Mega | 26 |    | 25.0 | 51.9 | 22.1 | 66.7 | 6.4  | 2.0 | 0.8 | 1.0 | 11.5 |
| 2014–15 | Mega | 14 |    | 27.8 | 56.6 | 27.5 | 70.8 | 10.4 | 2.7 | 1.1 | 1.1 | 18.4 |
| 2014–15 | Mega | 24 |    | 30.5 | 50.3 | 34.6 | 66.7 | 9.3  | 3.5 | 1.5 | 0.9 | 15.4 |

## 另見
- NBA塞爾維亞籍球員列表（英语：List of Serbian NBA players）
- NBA外籍球員列表（英语：List of Serbian NBA players）
- 奧運籃球獎牌獲獎球員列表（英语：List of Olympic medalists in basketball）
- 旅美歐洲籃球運動員列表（英语：List of European basketball players in the United States）

## 外部連結
- 尼古拉·約基奇的Instagram帳戶
- 尼古拉·約基奇在fiba.basketball（英语）
- 尼古拉·約基奇在archive.fiba.com（存檔）（英语）
- 尼古拉·約基奇在NBA官網（英语）
- 尼古拉·約基奇在亞得里亞海聯賽官網（英语）
- 尼古拉·約基奇在Basketball-Reference.com（NBA）（英语）
- 尼古拉·約基奇在Basketball-Reference.com（國際）（英语）
- 尼古拉·約基奇在ESPN（NBA）（英语）
- 尼古拉·約基奇在Eurobasket.com（球員）（英语）
- 尼古拉·約基奇在Proballers（英语）
- 尼古拉·約基奇在RealGM（球員）（英语）
- 尼古拉·約基奇在Olympics.com（英语）
- 尼古拉·約基奇在Olympedia（英语）
- 尼古拉·約基奇在Olympic Committee of Serbia（塞尔维亚语）